# Dr. Knock läßt bitten
Dr. Knock läßt bitten (Original: Knock) ist ein französischer Schwarzweißfilm, bei dem Guy Lefranc Regie führte. Die Filmkomödie erschien 1951 in den Kinos.

## Handlung
In dem kleinen, ruhigen Ort Saint-Maurice leben kerngesunde Menschen. Der in die Jahre gekommene, gute und angesehene Arzt Dr. Parpalaid gibt seine Praxis auf. Ihm folgt Dr. Knock nach, der sich keineswegs damit abfinden will, praktisch nichts zu tun zu haben.
Knocks Motto lautet: Ein gesunder Mensch ist ein Kranker, der nur noch nicht richtig diagnostiziert wurde. In diesem Sinne macht sich der Scharlatan an die Arbeit und bei jedem, der in seiner Sprechstunde auftaucht, wird die Notwendigkeit dringender und nachhaltiger Behandlung befundet. Er versteht es, die Krankheitsbilder so realistisch darzustellen, dass die Einwohner ein kollektives Hypochondrer-Syndrom entwickeln.
Der Wunsch von Dr. Knock, den Triumph der Medizin zu beweisen, führt dazu, dass bald das ganze Dorf bettlägerig ist. Sogar das kleine Hotel wird zu einem Krankenhaus. Auch Dr. Parpalaid, der nochmals kurz zurückkehrt, lässt sich von seinem Nachfolger überzeugen, dass er dringender Therapie bedarf und sofort ins Bett gehört.

## Produktion
Der Film kam am 22. März 1951 in die französischen Kinos. Die deutsche Erstaufführung fand am 4. April 1952 statt.
Der Film Dr. Knock läßt bitten ist eine Adaption des 1923 in der Comédie des Champs-Elysées uraufgeführten Bühnenstücks Knock ou le triomphe de la médecine von Louis Farigoule, der unter dem Pseudonym Jules Romains veröffentlichte. Schon bei der Premiere spielte Louis Jouvet den Knock.
Louis de Funès spielt eine kleine Nebenrolle.
Weitere Filmversionen des Stoffes entstanden 1925, 1933, 1951 und 2017, ferner Fernsehfassungen 1955 und 2004.

## Kritik
Hal Erickson meint in Allmovie, der dramatisch-ironische Höhepunkt sei es, dass Dr. Knock am Ende zum Opfer seines eigenen Erfolgs werde. Er ist auch der Ansicht, das die Handlung einem Bühnenstück angemessener sei, das filmische Ergebnis jedoch auch überwiegend zufriedenstellend sei.
James Travers vertritt in Films de France die Auffassung, Jouvets Dr. Knock sei „eine brillante Kreation, eine erschreckend glaubwürdige Karikatur eines Hausarztes, der alle, denen er begegnet, listig manipuliert, zutiefst verstörend und gleichzeitig äußerst komisch“. Als Schwäche des Films nennt er dessen Statik, die ihn als „kaum mehr als ein verfilmtes Theaterstück“ erscheinen lasse. Trotzdem sei eine „köstlich grausame Satire auf die wechselseitig parasitäre Beziehung zwischen dem Arzt und seinen Patienten“ entstanden.
In Besprechungen wird das Schauspiel von Louis Jouvet hervorgehoben; es sei gänzlich unerheblich, wer in dem Film Regie geführt habe, da Jouvet überragend auftrete. (Kommentare)